# Misa mi
Misa mi är en svensk barnfilm från 2003 i regi av Linus Torell. Filmen hade premiär julen 2003. Den har vunnit flera internationella utmärkelser, däribland första pris vid filmfestivalen i Toronto (Sprockets).

## Handling
Filmen handlar om den unga stadsflickan Misa som får bo hos sin mormor i Norrland och blir vän med en vild varg som lokala tjuvjägare vill skjuta.

## Rollista
- Kim Jansson – Misa
- Lena Granhagen – Misas mormor
- Per Nijla Svendsen-Sara – Gustav
- Magnus Krepper – Misas pappa
- Pierre Lindstedt – Herman Andersson
- Hakim Jakobsson – jägare
- Anna Maria Blind – Akkú
- Sverre Porsanger – Gustavs pappa
- Sara Margrethe Oskal – Gustavs mamma
- Tomas Kärrstedt – Nijla
- Sannamari Patjas – Mia
- Henrik Gustavsson – Gustavs farbror
- Mikael Odhag – polisen
- Hakim Jakobsson – jägare 1
- Anton Raukola – jägare 2
- Ingemar Raukola – jägare 3
- Hakim Jakobsson – jägare 3
- Jessica Forsberg – Camilla
- Rolf Sundberg – helikopterpilot

## Om filmen
Filmen är inspelad i Arjeplog med omnejd. De vuxna vargarna i filmen är riktiga vargar, bland annat från Kolmårdens djurpark. Vargungarna är egentligen hundvalpar av rasen Siberian husky från kennel Vox Celesta i Hammerdal, Jämtland.